# Istorija Litvanije
Istorija Litvanije je istorija prostora današnje Republike Litvanije i naroda Litvanaca od praistorije do danas.

## Antička istorija
Prvi ljudi na području današnje Litvanije su došli u 10. milenijuma pre nove ere nakon glacijarnog povlačenja na kraju ledenog doba. Prema istoričarki Mariji Gimbutas, ljudi su došli iz dva smera: sa poluostrva Jutlanda i iz današnje Poljske; o čemu govore dva različita tipa alata i tehnologija. Kako su oni većinom bili nomadi/lovci, oni nisu gradili naseobine. U 8. milenijumu pre nove ere klima je znatno otoplila i nastale su guste šume, a ljudi su započeli sakupljačku privredu (gljive i bobičasto voće), ali i ribolov. Od 6. do 5. mileniju pne ljudi su sve više putovali i započeli su pripitomljavanje životinja, a kuće su postajale veće i kompleksnije. Zemljoradnja je stigla tek u 3. milenijumu pne zbog nedostatka poljoprivrednog alata. Proto-evropljani su stigli oko 2500. p. n. e., a Baltička plemena su nastala oko 2000. p. n. e.
Prvi Litvanci su pripadali većoj grupi naroda koji se nazivaju Baltički narodi. Grupa ovih naroda (Zemgali, Seli, Kurši i Žemajti) su se stopili u današnje Letonce i Litvance, dok je druga grupa (Prusi, Skalvi i Galindijci) nestala. Baltički narodi nisu bili pod direktnim kulturnim uticajem Antičkog Rima, ali su trgovinom održavali kulturnu razmenu (Jantarni put). Prvi spomen naroda Litvananaca zabeležen je u analima samostana u Kvedlinburgu, 14. februara 1009. godine.

## Srednji vek
Tokom 11. veka Litvansko područje je bilo deo zemalja koje su plaćale danak Kijevskoj Rusiji, ali već u 12. veku Litvanci su pustošili susedna područja. Početkom 13. veka nemački redovi, Tevtonski red i Livonijsko bratstvo mača, su osvojili područja današnje Estonije, Latvije i Litvanije. To je izazvalo ujedinjenje Litvanskih plemena pod vodstvom Mindaugasa (Myndowe) koji je porazio Nemce kod grada Šjauljajja 1236. god.
Godine 1250. Mindaugas je potpisao sporazum sa Tevtonskim redom, te je i kršten sledeće godine u prisustvu Helmskog biskupa. Dana 6. jula 1253. godine, Mindaugas je okrunjen za kralja Litvanije, čime je službeno Litvanijsko kraljevstvo prešlo na hrišćanstvo. Mindaugasa je na kraju ubio njegov nećak Treniota, što je izazvalo opšte nezadovoljstvo i povratak Litvanaca poganskim verovanjima. Godina 1241, 1259. i 1275. Kraljevstvo su opustošili Mongoli iz klana Zlatne Horde.
Mindaugasovi naslednici su vladali Litvanijom kao velike vojvode pa se država i zvala Veliko vojvodstvo Litvanija.
U 14. veku litvanski veliki vojvoda Gedimin je sa svojim bratom Vitenisom ujedinio sva litvanska plemena i uspešnom vojnom politikom proširio granice Litvanije čime je stvoreno velika država (najveća država u tadašnjoj Evropi, od Baltičkog do Crnog mora) koja je dominirala velikim delom istočne Evrope sve do 16. veka. U sastavu nove multikulturne države našli su se i mnogi pravoslavni stanovnici, uglavnom Ukrajinci i Belorusi, koji su u kneževini činili većinu. Velika država se originalno zvala Velika kneževina Litvanije, Rusi i Samogitije te je predstavlja kneževinu koju su sa Litvancima zajedno izgrađivali visoko obrazovani ukrajinski i beloruski plemići.
Mnogi gradovi su prihvatili nemački sistem zakona (Magdeburško pravo), a najveći od njih - Vilnius, postao je 1322. godine glavni grad Litvanskog vojvodstva. Dana 2. februara 1386. godine, Poljski parlament (Sejm) izabrao je Litvanskog vojvodu Jogaila za kralja Poljske čime su želeli moćnog saveznika protiv Tevtonskih vitezova i Moskovske Rusije. Sldeća četiri veka Litvanija i Poljska su delile istu istorijsku sudbinu.

### Litvanijanska renesansa
Tokom 16. veka mnogi Litvanci su se vratili sa studija iz inostranstva i Litvansko vojvodstvo je vrvilo burnim kulturnim životom koji se nekada naziva litvanskom renesansom. Tada se uvodi italijanska arhitektura, a litvanska književnost je cvala na latinskom jeziku. U to vreme su nastali i prvi rukom pisani slisi i štampani tekstovi na litvanskom jeziku koji započinje da dobija jasnu strukturu. Taj proces su vodili vodeći naučnici kao Abraomas Kulvietis, Stanislovas Rapolionis, Martinas Mažvidas i Mikalojus Daukša.

## Poljsko-litvanski savez
Litvanija se 1569. godine ujedinila s Poljskom u takozvanu Lublinsku uniju (poljski: Rzeczpospolita Obojga Narodow, litvanski: Abiejų Tautų Respublika). Otada je Litvanija bila podređena jedinica unutar poljsko-litvanske državne tvorevine, iako je zadržala naziv vojvodstva, vojsku i riznicu. Polonizacija je postala sve jača, te je 1696. godine poljski jezik postao službeni jezik (umesto dotadašnjeg litvanskog i rutanskog jezika).
U poljskom parlamentu (Sejmu) donesen je ustav 3. maja 1791. godine, sa kojim je Poljska pokušala da još više poveže Litvaniju sa matičnom državom, premda je 20. oktobra donesen amandman kojim je sačuvana, kakva takva, autonomija Litvanije. Međutim delovi Saveza su već od 1772. do 1793. godine bili pod vlašću Prusije i Rusije i nakon takozvane Treće podele Poljske 1795. godine veći je deo Litvanije pripao Ruskom carstvu i tako je Litvanija prestala da postoji kao država, više od jednog veka.

## Ruska Litvanija
Godine 1812. Litvanci su kao osloboditelje dočekali Napoleonovu vojsku, ali nakon povlačenja Francuza, ruski car Nikola I je započeo prvu rusifikaciju litvanskog stanovništva. Rusiji je 1815. godine pripojeno i područje na levoj obali Njemena (osim Klajpede).
Litvanci i Poljaci su digli dve neuspešne pobune protiv ruske vlasti (1831. i 1863). Na kraju su Rusi zabranili litvanski jezik i latinski alfabet u školama. U razdoblju od 1864. do 1905. godine u Litvaniji se intenzivno sprovodio proces rusifikacije litvanskog stanovništva. Litvanci su pružali kulturološki otpor tako što su štampali knjige na knjigonoše u inostranstvu.
Ipak, na početku 20. veka došlo je do procvata litvanskog nacionalnog osećaja. Za vreme okupacije Nemačkog carstva za vreme Prvog svetskog rata došlo je do proglašenja nezavisnosti Republike Litvanije (1918) koja je odmah stupila u rat sa sovetskom Rusijom.

### Litvanijanski narodni preporod
Za vreme ruske okupacije litvanski jezik je doživeo preporod nakon nekoliko vekova zanemarivanja. Naime, mnogi litvanski plemići su bili polonizirani i samo je sirotinja i srednja klasa koristila litvanski jezik, dok se poljski smatrao otmenijim i stvarom prestiža. Očekivalo se čak da će litvanski jezik izumreti sa sve jačom upotrebom poljskog na zapadu i ruskog jezika na istoku zemlje. Jedino mesto gde se litvanski zaista održao bili su delovi Litvanije pod nemačkom okupacijom, ali su i ovdje nemački doseljenici potiskivali ovaj jezik.
Preporod je započeo s nastankom novina Aušra i Varpas, a nastavio se objavom pesama i kniga na litvanskom jeziku. Ova dela su većinom slavila slavnu prošlost Velikog litvanskog vojvodstva, opisujuću snagu nekada moćne države i njene brojne narodne heroje. Preporod jezika je pokrenuo Pokret za nezavisnost Litvanije, na što je odgovor carske Rusije bio još odlučniji, te su čak katoličkoj crkvi zabranili štamparsku delatnost.
Uprkos tome, litvanski nacionalni pokret je jačao te je Sabor (Sejma) u Vilniusu, nakon Februarske revolucije 1905. godine, zahtevao pokrajinsku autonomiju (5. decembar 1905). Carska Rusija je u strahu od ustanka učinila ustupke, te se litvanski jezik vratio u škole i u javne delatnosti, kao i latinski alfabet. Ipak, ni ruski liberali nisu razmatrali autonomiju Litvanije, iako su je već ostvarili Estonija i Latvija pod nemačkom dominacijom.

## Nezavisna Republika Litvanija
Za vreme Prvog svetskog rata, nemačka okupaciona uprava je dozvolila održavanje Konferencije u Vilniusu (18. - 22. septembra, 1917) uz uslov da Litvanci izjave vernost Nemačkoj i pristanu na aneksiju. Dvadesetočlana komisija je usvojila Akt o nezavisnosti (16. februara 1918) i proglasila Nezavisnu Republiku Litvaniju koja je zasnovana na demokratskim načelima. Kako bi sprečili aneksiju od strane Nemačke, komisija je proglasila monarškog princa Mindaugasa  svojim kraljem, mada on nikada nije seo na prestolje.

### Litavski rat za nezavisnost
Nemačka je potpisala predaju u Kompjenju (11. novembra 1918), čime je Litvanija dobila priliku da uspostavi svoju vladu, koju je poveo Augustinas Voldemaras, i da objavi ustav. Međutim odlaskom nemačkih snaga u zemlju su ušle sovjetske koje su širile proletersku revoluciju. Sovjetski savez je na Baltiku ustanovio nekoliko vazalnih država; među njima bila je i Sovjetska Republika Litvanija. Do kraja decembra sovjetske snage su došle do Litvanije i započeo je Litvansko-ruski rat. Litvanska vlada je izbjegla iz Vilniusa u Kaunas koji je postao privremenim glavnim gradom. Vilnius je okupiran 5. januara 1919. godine, a kako je Litvanska vojska još bila u začetku sovjetske snage su do polovice januara zauzele dve trećine Litvanije. Da situacija bude gora, litavske snage su se polovicom aprila podelile zbog učestvovanja i u Poljsko-litvanskom ratu zbog terotorije Vilniusa. Polovinom maja general Silvestras Žukauskas je započeo ofanzivu protiv sovjetskih snaga i do kraja avgusta odbacio ih je iz Litvanije. Međutim, istovremeno su na severu napali Bermontijanci, ruski Nemci i Rusi koji su želeli da obnove nemačku okupaciju. Oni su pobeđeni do kraja 1919. godine.

### Demokratska i diktatorska Litvanija
Prva prelazna vlada uspostavljena je u aprilu 1920. godine i u junu je usvojen ustav i potpisan je mir sa Sovjetskim Savezom koji je priznao nezavisnost Litvanije. Iako je s Poljskom u avgustu potpisan sporazum u Suvalki, poljski general Lucjan Zeligovski je izveo pobunu i izvršio invaziju na Litvaniju, zauzeo Vilnius, i ustanovio kratkotrajnu Republiku srednju Litvaniju, koja je referendumom u martu 1922. godine uklopljenja u Poljsku.
Godine 1922. međunarodni položaj Litvanije je učvršćen kada su je priznale najuticajnije svetske države. Litvanija je bila u sukobu sa Poljskom zbog Vilniusa koji je Litvanija zauzela 1920. godine, ali i sa Nemačkom zbog Memela koji je Litvanija zauzela 1923. godine. U razdoblju do 1926. godine Litvanija je bila demokratska država u kojoj su redovno održavani parlamentarni izbori. Godine 1926. u Litvaniji su Litavska nacionalna unija (tautininkaj) i Litavski demohršćani (zbog straha od boljševizacije Litvanije) izveli vojni puč kojim su delimično ukinuta demokratska načela. Predsednik je postao Antanas Smetona (do 1940) koji je za premijera postavio A. Voldemarasa (do 1929) koji je postao njegov glavni protivnik i vođa opozicije. Smetona je učvrtio predsedničku vlast, usvojio naslov „tautos vadas” (vođa nacije) i započeo da graditi svoj kult ličnosti.

### Litvanija u Drugom svetskom ratu
Odmah nakon početka Drugog svetskog rata (1939) Memel je zaposela nacistička Nemačka, a paktom između Hitlera i Staljina iz 1939. godine Litvanija je ušla u sovjetsku interesnu sferu. Sporazumom o uzajamnoj pomoći sa Sovjetskim Savezom, od 3. aprila 1939. godine, u Vilniusu (koji je vraćen Litvaniji) smešten je sovjetski vojni garnizon.
U junu 1940. godine Sovjetski Savez je ultimativno zatražio od Litvanije osnivanje nove litvanske vlade koja je trebalo da bude prijateljska Sovjetskom Savezu. Odmah nakon toga sovjetska vojska je ušla u Litvaniju i okupirala je u skladu sa Nemačko-Ruskim sporazumom. Litvanska vlada je bila prisiljena da pristane na osnivanje Litvanske SSR kao savezne jedinice u sastavu Sovjetskog Saveza. Samo godinu dana kasnije došla je pod vlast nacističke Nemačke. Nakon povlačenja nemačkih snaga (Wehrmacht), Litvanija je ponovno okupirana od strane Sovjetskog Saveza 1944. godine.
Za vreme sovjetske i nacističke okupacije između 1940. i 1944. godine, Litvanija je izgubila preko 780.000 stanovnika. Među njima oko 190.000 litvaskih Židova (91% predratnog židovskog stanovništva), jedan od najvećih gubitaka po državi za vreme holokausta. Procenjuje se da je od tog broja oko 120.000 do 300.000 ubijeno od strane sovjetskih snaga ili je deportovano u Sibir, dok je su ostale deportovali nacisti u koncentracione radne logore ili su pak svojevoljno izbegli na Zapad.

## Literatura
- Eidintas, Alfonsas; Bumblauskas, Alfredas; Kulakauskas, Antanas; Tamošaitis, Mindaugas (2013). The History of Lithuania (PDF). Eugrimas. ISBN 978-609-437-204-9. Архивирано из оригинала (PDF) 15. 12. 2013. г. Приступљено 15. 12. 2013.
- Ališauskiene, Milda, and Ingo W. Schröder, eds (2011). Religious Diversity in Post-Soviet Society: Ethnographies of Catholic Hegemony & the New Pluralism in Lithuania.
- Backus, Oswald P. (1962). „The Problem of Feudalism in Lithuania, 1506-1548”. Slavic Review. 21 (4): 639—659. JSTOR 3000579. doi:10.2307/3000579.
- Budreckis, Algirdas M (1985). An introduction to the history of Lithuania.
- Friedrich, Karin, and Barbara M. Pendzich, eds (2011). Citizenship and Identity in a Multinational Commonwealth: Poland-Lithuania in Context, 1550-1772.
- Gimius, Kestutis K. "The Collectivization of Lithuanian Agriculture, 1944-50," Girnius, Kestutis K. (1988). „The collectivisation of lithuanian agriculture, 1944–1950”. Soviet Studies. 40 (3): 460—478. doi:10.1080/09668138808411769..
- Kiaupa, Zigmantas (2005). The History of Lithuania. ISBN 978-9955-584-87-2.
- Kirby David G (1995). The Baltic World 1772-1993. Longman..
- Kuncevicius, Albinas;  . (2000). The History of Lithuania Before 1795.
- Lane, Thomas (2001). Lithuania: Stepping Westward. Routledge. ISBN 9780415267311.
- Liekis, Sarunas. 1939: The Year that Changed Everything in Lithuania's History (2009)
- Lieven Anatol (1994). The Baltic Revolution (2nd изд.).. against the USSR
- Lukowski, Jerzy; Zawadzki, Hubert (2001). A Concise History of Poland. Cambridge Concise Histories. Cambridge University Press. ISBN 9780521559171.
- Misiunas Romuald J (1993). The Baltic States: Years of Dependence, 1940-1990 (2nd изд.)..
- Ochmański, Jerzy (1982). Historia Litwy [The History of Lithuania] (на језику: пољски) (2nd изд.). Zakład Narodowy im. Ossolińskich. ISBN 9788304008861.
- Palmer, Alan. The Baltic: A new history of the region and its people (New York: Overlook Press, 2006; published In London with the title  Northern shores: a history of the Baltic Sea and its peoples (John Murray, 2006).
- Snyder, Timothy (2003). The Reconstruction of Nations: Poland, Ukraine, Lithuania, Belarus, 1569-1999. Yale University Press. ISBN 9780300105865.
- Stone, Daniel (2001). The Polish–Lithuanian state: 1386–1795. University of Washington Press.
- Suziedelis, Saulius (1988). The Sword and the Cross: A History of the Church in Lithuania. Our Sunday Visitor Pub. Division, Our Sunday Visitor. ISBN 978-0-87973-416-9.
- Thaden Edward C. (1984). Russia's Western Borderlands, 1710-1870. Princeton University Press..
- Vilkauskaite, Dovile O. „From Empire to Independence: The Curious Case of the Baltic States 1917-1922.”. Архивирано из оригинала 2017-04-08. г. (thesis, University of Connecticut, 2013). ; Bibliography pp. 70 – 75.

### Istoriografija
- Krapauskas, Virgil (2010). „Recent Trends in Lithuanian Historiography”. Lituanus. 56 (4): 5—28..
- Švedas, Aurimas. In the Captivity of the Matrix: Soviet Lithuanian Historiography, 1944−1985 (Amsterdam and New York: Rodopi, 2014). 280 pp.

## Spoljašnje veze
- „Pages and Forums on the Lithuanian History”. Архивирано из оригинала 22. 09. 2020. г.